# Admesturius
Admesturius is een geslacht van spinnen uit de familie springspinnen (Salticidae).

## Soorten
De volgende soorten zijn bij het geslacht ingedeeld:
- Admesturius bitaeniatus (Simon, 1901)
- Admesturius schajovskoyi Galiano, 1988